# Pierella incanescens
Pierella incanescens är en fjärilsart som beskrevs av Frederick DuCane Godman och Osbert Salvin 1877. Pierella incanescens ingår i släktet Pierella och familjen praktfjärilar. Inga underarter finns listade i Catalogue of Life.